# Ai Sansan
Ai Sansan (яп. 愛燦燦, букв. «Сияние любви» или «Сияющая любовь») — песня на слова и музыку Кэя Огуры, наиболее известная по репертуару японской певицы Хибари Мисоры. Записана и выпущена синглом в 1986 году.

## Состав оригинального сингла
(формат: грампластинка-миньон, издан 29 мая 1986)
- Сторона A: Ai Sansan (5:06)
- Сторона B: Taiko (яп. 太鼓, букв. «большой барабан»; 3:45)

Переиздан на CD в 2011 году.

### Другие издания в формате сингла (посмертно; как правило, на CD)
(песня неоднократно включалась и в сборные альбомы певицы и издания нот её репертуара — здесь не перечисляются)
- Сингл издания 21 августа 1992[3]
  1. Ai Sansan
  2. Ai Sansan (караоке-версия)
  3. Tsugaru no furusato (津軽のふるさと, букв. «Старый город Цугару»)
  4. Tsugaru no furusato（караоке-версия）
- Сингл издания 18 июля 1998[4]
  1. Ai Sansan
  2. Midaregami (みだれ髪, букв. «Растрёпанные волосы», песня 1987 года)
  3. Ai Sansan (караоке-версия)
  4. Midaregami（караоке-версия）
- Макси-сингл издания 20 августа 2003
  1. Kawa no nagare no yō ni
  2. Ai Sansan
  3. Kawa no nagare no yō ni（караоке-версия）
  4. Ai Sansan (караоке-версия)
- Макси-сингл издания 23 апреля 2008[5]
  1. Kawa no nagare no yō ni
  2. Ai Sansan
  3. Jinsei Ichirō (人生一路, букв. «Дорога/путь (человеческой) жизни»)
  4. Kawa no nagare no yō ni（караоке-версия）
  5. Ai Sansan (караоке-версия)
  6. Jinsei Ichirō（караоке-версия）
- Макси-сингл 「ひばり バラードをうたう」 выпуска 24 июня 2012[5]
  1. Kawa no nagare no yō ni
  2. Ai Sansan
  3. Uta wa wagamei (歌は我が命, букв. «Песня — моя жизнь»)
  4. Ovari na kitabi (終りなき旅)

## Версии других исполнителей
Автор песни Кэй Огура, написавший песню для Мисоры, впоследствии исполнял песню и сам, включив её также, как минимум, в один из своих альбомов 「ベスト・ソングス~旅ひととせ」 (издан 21 ноября 1992)
Помимо него, каверы песни исполнялись и записывались и другими вокалистами и музыкантами, в частности:
- Ёсими Тэндо[яп.] (вокал в стиле энка) — в альбоме 「夢歌 天童・美空ひばりを歌う」 (издан 21 августа 1996)[7]
- Минако Сиода (вокал) — в альбоме 「川の流れのように ~美空ひばりをうたう」 (издан 29 мая 2001)[8]
- Масами Оиси[яп.] (губная гармоника) — в альбоме 「大石昌美 心のハーモニカ(12): 美空ひばりを奏う その2」 (издан 29 мая 2001)[9]
- Сатоко Кода (скрипка) — в альбоме 「川の流れのように」 (издан 18 февраля 2004)[10]
- Аки Номура (фолк-гитара) — в альбоме 「復活 僕らの青春「フォークギター」による 氷川きよし・他演歌集 FX-306」 (издан 1 августа 2008)[11]